# Beemster
Beemster es un municipio en los Países Bajos, en la provincia de Holanda Septentrional. Es también el primer pólder de los Países Bajos ganado a un lago, extrayendo el agua por medio de molinos de viento. El pólder de Beemster fue desecado entre 1609 y 1612 y ha conservado intacto su bien ordenado paisaje de campos, caminos, canales, diques y asentamientos, establecidos de acuerdo con los principios de planeamiento clásico y renacentista. Una rejilla de canales discurre en paralelo a la cuadrícula de caminos en el Beemster. Las cuadrículas son compensadas: los canales de alimentación más grandes están contrarrestados por aproximadamente un kilómetro de las carreteras más grandes.

## Centros de población
El municipio de Beemster está formado por cuatro pueblos: Middenbeemster, Noordbeemster, Westbeemster, Zuidoostbeemster, y dos caseríos: Halfweg y Klaterbuurt.

## Historia
Alrededor del año 800 la región del moderno municipio de Beemster estaba cubierta por turba. El nombre «Beemster» deriva de «Bamestra», el nombre de un pequeño río de la zona. En el período 1150-1250 la recogida de turba y las inundaciones en caso de tormenta, ampliaron aquel pequeño río en la zona continental, creando un lago en conexión abierta con el Zuiderzee. Alrededor de 1605 inversores privados comenzaron a desecar el lago de Beemster. En 1610, esto casi se había completado, pero el lago se volvió a llenar debido a una ruptura en los diques de Zuiderzee. Se decidió hacer un dique en forma de anillo un metro más alto por encima del campo que lo rodea. En 1612 el pólder estaba seco y el territorio fue dividido entre los inversores. En los primeros días del pólder, los granjeros emplearon sus tierras para cultivar las cosechas necesarias para los largos viajes por mar de la Compañía Holandesa a las Indias Orientales. Resultó que las granjas eran tan fértiles que el proyecto fue un éxito económico. Desde 1999 todo el pólder de Beemster ha sido declarado Lugar patrimonio de la Humanidad por la Unesco.
El pólder de Beemster es sede del famoso CONO Kaasmakers, que elabora la marca Beemster de quesos. Esta cooperativa se formó en 1901 para crear queso elaborado solo de la leche que proviene del pólder de Beemster.  Hoy el queso Beemster se vende no sólo en Europa, sino en los Estados Unidos, Canadá, Japón y China.

## Lugar Patrimonio de la Humanidad
Debido a su relevancia histórica, y gracias a que la estructura original de la zona está aún intacta en gran medida, el pólder de Beemster fue inscrito en la lista de lugares Patrimonio de la Humanidad de la Unesco en 1999. La justificación para la inscripción fue la siguiente:
- Criterio (i): El pólder de Beemster es una obra maestra de planeamiento creativo, en el que los ideales de la antigüedad y del Renacimiento se aplicaron al diseño de un paisaje ganado al agua.
- Criterio (i): El paisaje innovador e imaginativo intelectualmente del pólder de Beemster tuvo un profundo y duradero impacto sobre los proyectos de ganar tierra en Europa y más allá.
- Criterio (iv): La creación del pólder de Beemster marca un gran paso hacia la interrelación entre la humanidad y el agua en un período crucial de expansión social y económica.

## Gobierno local
El consejo municipal de Beemster está formado por 13 miembros. En su constitución actual (2014) lo forman:
- Beemster Polder Partij - 4 escaños
- D66 - 3 escaños
- PvdA - 2 escaños
- VVD - 2 escaños
- CDA - 2 escaños

El alcalde es Harry Brinkman de CDA.